# Brabantse Wal (FFH-Gebiet)
Das Fauna-Flora-Habitat-Gebiet Brabantse Wal (deutsch Brabanter Wall) liegt auf dem Gebiet der Gemeinde Woensdrecht in der niederländischen Provinz Noord-Brabant. Das 17,7 km² große Schutzgebiet gehört zum europäischen Schutzgebietsnetz Natura 2000. Es umfasst den niederländischen Teil der Kalmthoutse Heide und ist von Wald, Heiden und Stillgewässern geprägt.
Das Gebiet grenzt im Westen an das belgische FFH-Gebiet Kalmthoutse Heide und überschneidet sich in großen Teilen mit dem niederländischen Vogelschutzgebiet Brabantse Wal. 
Es wurde im Jahr 1998 als FFH-Gebiet vorgeschlagen. 2004 erfolgte die Bestätigung als Gebiet gemeinschaftlicher Bedeutung (SCI) und 2013 die Ausweisung als Besonderes Erhaltungsgebiet (SAC).

## Schutzzweck

### Lebensraumtypen
Folgende Lebensraumtypen nach Anhang I der FFH-Richtlinie kommen im Gebiet vor; prioritäre Lebensraumtypen sind mit * gekennzeichnet:
| EU Code | * | Lebensraumtyp (offizielle Bezeichnung)                                                                                            | Fläche (ha) |
| ------- | - | --- | ----------- |
| 2310    |   | Trockene Sandheiden mit Calluna und Genista                                                                                       | 73.6        |
| 2330    |   | Dünen mit offenen Grasflächen mit Corynephorus und Agrostis                                                                       | 7.52        |
| 3130    |   | Oligo- bis mesotrophe stehende Gewässer mit Vegetation der Littorelletea uniflorae und/oder der Isoëto-Nanojuncetea               | 12.7        |
| 3160    |   | Dystrophe Seen und Teiche | 4.05        |
| 4010    |   | Feuchte Heiden des nordatlantischen Raumes mit Erica tetralix                                                                     | 18          |
| 4030    |   | Trockene europäische Heiden | 12.9        |
| 7150    |   | Torfmoor-Schlenken (Rhynchosporion)                                                                                               | 1.38        |
| 9120    |   | Atlantischer, saurer Buchenwald mit Unterholz aus Stechpalme und gelegentlich Eibe (Quercion robori-petraeae oder Ilici-Fagenion) | 7.64        |

### Arteninventar
Folgende Arten von gemeinschaftlichem Interesse sind für das Gebiet gemeldet:
| EU Code | * | Art                  | wissenschaftlicher Name | Artengruppe |
| ------- | - | -------------------- | ----------------------- | ----------- |
| 1166    |   | Nördlicher Kammmolch | Triturus cristatus      | Amphibien   |
| 1831    |   | Froschkraut          | Luronium natans         | Pflanzen    |